# Bernarda Pera
Bernarda Pera, née le 3 décembre 1994 à Zadar en Croatie, est une joueuse de tennis américaine, professionnelle depuis 2012.

## Biographie
Née en Croatie, Bernarda Pera s'installe aux États-Unis à l'âge de 16 ans. Elle représente le pays en compétition depuis mars 2013.

## Carrière sportive

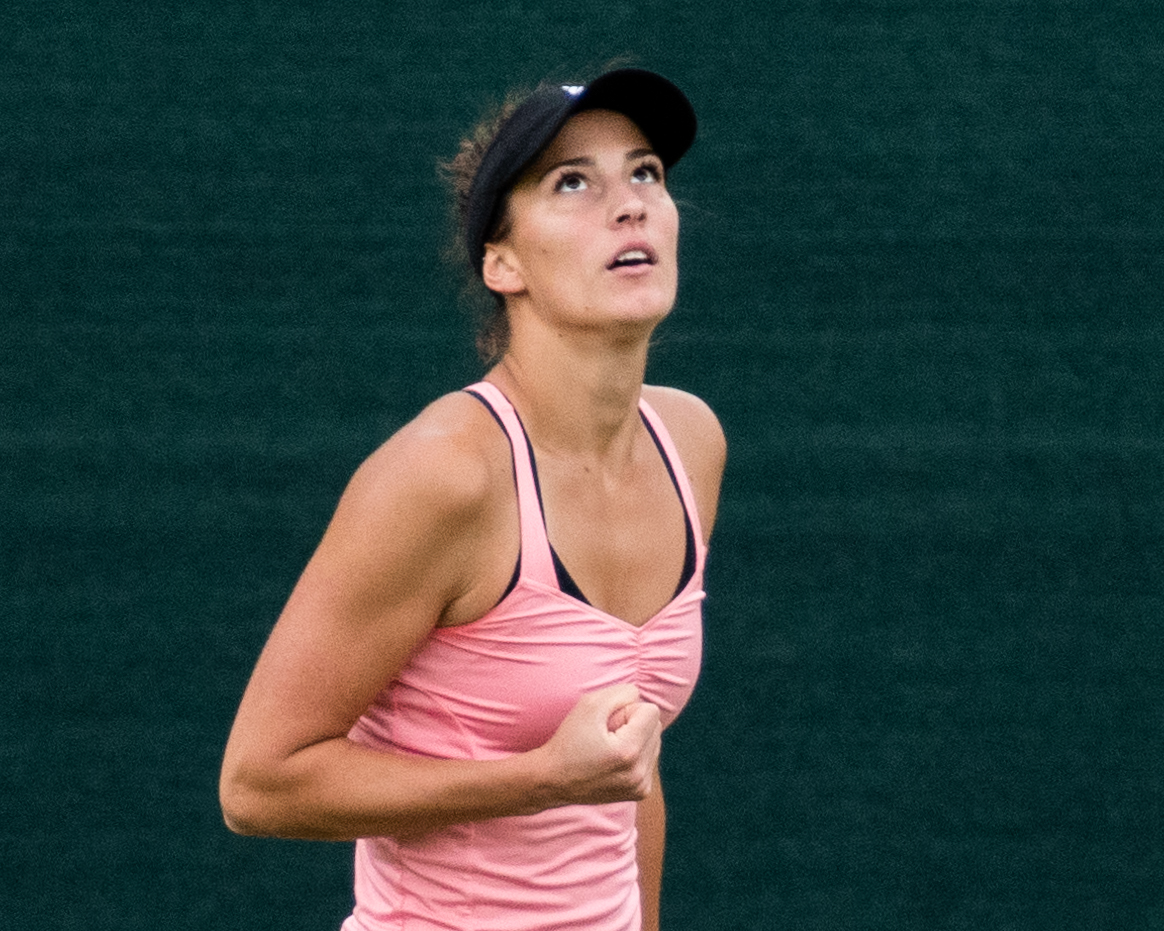
2018 Birmingham - Bernarda Pera

### Débuts
En 2012, Bernarda Pera remporte le tournoi junior Perin Memorial en Croatie, puis celui de Città di Prato en Italie. Elle dispute parallèlement trois finales sur le circuit ITF sur la terre battue européenne avant de rencontrer ses premiers succès l'année suivante aux Pays-Bas à Alkmaar, Bréda et Rotterdam. Elle rajoute deux titres à son palmarès en 2014 et fait ses débuts en Grand Chelem lors de l'US Open. Blessée à plusieurs reprises en 2016, elle rebondit au cours de la saison 2017 en disputant six finales entre les mois d'avril et juillet, s'imposant à Stuttgart et Olomouc.
Repêchée des qualifications de l'Open d'Australie 2018 après le forfait de Margarita Gasparyan, elle bat Anna Blinkova au premier tour, puis se révèle en éliminant la tête de série n°9 Johanna Konta au deuxième tour (6-4, 7-5). Elle fait alors le choix de ne disputer que des tournois WTA pour le reste de la saison et compte pour principaux résultats en quart de finale à Charleston qui lui permet de faire son entrée dans le top 100, un 3e tour à Madrid et une demi-finale à Canton.
En 2019, titrée au mois de mai du tournoi ITF de Trnava, elle accède à trois demi-finales sur le circuit WTA à Prague, Lausanne et Jurmala, éliminant notamment Wang Qiang et Caroline Garcia. Elle est également quart de finaliste au Bronx.

### 2022. Deux titres
Après deux saisons en demi-teinte marquées par un deuxième tour à Madrid et Rome en 2021 et par une demi-finaliste en double à Roland-Garros avec Magda Linette, Bernarda Pera rebondit en 2022 en disputant tout d'abord la finale du WTA 125 de Karlsruhe, perdue contre Mayar Sherif. Elle se distingue ensuite en s'adjugeant coup sur coup deux tournois sans perdre un seul set à Budapest (en sortant des qualifications) puis Hambourg en battant en finale la n°2 mondiale Anett Kontaveit.

### 2023. 1/8ème de finale à Roland-Garros
Début juin, elle rejoint pour la première fois de sa carrière les huitièmes de finale d'un tournoi du Grand Chelem à Roland-Garros. Elle écarte l'ex numéro deux mondiale Anett Kontaveit (7-6, 6-2), la Croate Donna Vekić (3-6, 6-4, 6-3) et l'Italienne Elisabetta Cocciaretto (6-4, 7-6). Elle doit s'incliner cependant en ne gagnant que quatre jeux contre la Tunisienne Ons Jabeur (3-6, 1-6), septième joueuse mondiale.

## Palmarès

### Titres en simple dames
| No | Date       | Nom et lieu du tournoi          | Catégorie | Dotation  | Surface      | Finaliste         | Score    |          |
| -- | ---------- | ------------------------------- | --------- | --------- | ------------ | ----------------- | -------- | -------- |
| 1  | 11-07-2022 | Hungarian Grand Prix, Budapest  | WTA 250   | 251 750 $ | Terre (ext.) | Aleksandra Krunić | 6-3, 6-3 | Parcours |
| 2  | 17-07-2022 | Hamburg European Open, Hambourg | WTA 250   | 251 750 $ | Terre (ext.) | Anett Kontaveit   | 6-2, 6-4 | Parcours |

### Finale en simple dames
Aucune

### Titre en double dames
| No | Date       | Nom et lieu du tournoi           | Catégorie | Dotation  | Surface    | Partenaire         | Finalistes                     | Score             |          |
| -- | ---------- | -------------------------------- | --------- | --------- | ---------- | ------------------ | ------------------------------ | ----------------- | -------- |
| 1  | 04-01-2022 | Melbourne Summer Set 2 Melbourne | WTA 250   | 239 477 $ | Dur (ext.) | Kateřina Siniaková | Tereza Martincová Mayar Sherif | 6-2, 6-77, [10-5] | Parcours |

### Finale en double dames
Aucune

### Finales en simple en WTA 125
| No | Date       | Nom et lieu du tournoi           | Catégorie | Dotation  | Surface      | Vainqueure      | Score         |          |
| -- | ---------- | -------------------------------- | --------- | --------- | ------------ | --------------- | ------------- | -------- |
| 1  | 10-05-2022 | Karlsruhe Open, Karlsruhe        | WTA 125   | 115 000 $ | Terre (ext.) | Mayar Sherif    | 6-2, 6-4      | Parcours |
| 2  | 08-08-2022 | Thoreau Tennis Open 125, Concord | WTA 125   | 115 000 $ | Dur (ext.)   | Coco Vandeweghe | 6-3, 5-7, 6-4 | Parcours |
| 3  | 17-06-2024 | Veneto Open, Gaiba               | WTA 125   | 115 000 $ | Gazon (ext.) | Alycia Parks    | 6-3, 6-1      | Parcours |

## Parcours en Grand Chelem

### En simple dames
| Année | Open d'Australie | Open d'Australie | Internationaux de France | Internationaux de France | Wimbledon       | Wimbledon        | US Open         | US Open              |
| ----- | ---------------- | ---------------- | ------------------------ | ------------------------ | --------------- | ---------------- | --------------- | -------------------- |
| 2014  | —                | —                | —                        | —                        | —               | —                | Q1              | Mirjana Lučić-Baroni |
| 2015  | —                | —                | —                        | —                        | —               | —                | Q1              | Renata Voráčová      |
|       |                  |                  |                          |                          |                 |                  |                 |                      |
| 2017  | —                | —                | —                        | —                        | —               | —                | Q3              | Anna Blinkova        |
| 2018  | 3e tour (1/16)   | Barbora Strýcová | 2e tour (1/32)           | Daria Gavrilova          | 1er tour (1/64) | Luksika Kumkhum  | 2e tour (1/32)  | Madison Keys         |
| 2019  | 1er tour (1/64)  | B. Haddad Maia   | 1er tour (1/64)          | Kateryna Kozlova         | 1er tour (1/64) | María Sákkari    | 1er tour (1/64) | Mariam Bolkvadze     |
| 2020  | 1er tour (1/64)  | Elena Rybakina   | 2e tour (1/32)           | Amanda Anisimova         | Annulé          | Annulé           | 2e tour (1/32)  | María Sákkari        |
| 2021  | 2e tour (1/32)   | Zarina Diyas     | 1er tour (1/64)          | Ashleigh Barty           | 1er tour (1/64) | Nao Hibino       | 1er tour (1/64) | Tamara Zidanšek      |
| 2022  | 2e tour (1/32)   | Jessica Pegula   | 1er tour (1/64)          | Jil Teichmann            | 1er tour (1/64) | Anett Kontaveit  | 1er tour (1/64) | Anhelina Kalinina    |
| 2023  | 3e tour (1/16)   | Coco Gauff       | 1/8 de finale            | Ons Jabeur               | 1er tour (1/64) | Viktoriya Tomova | 3e tour (1/16)  | Jeļena Ostapenko     |
| 2024  | 1er tour (1/64)  | Mirra Andreeva   | 2e tour (1/32)           | Varvara Gracheva         | 3e tour (1/16)  | Jeļena Ostapenko | 1er tour (1/64) | Anna Bondár          |
| 2025  | 1er tour (1/64)  | Tatjana Maria    | 3e tour (1/16)           | Elina Svitolina          | 1er tour (1/64) | Linda Nosková    | Q1              | Emerson Jones        |

N.B. : à droite du résultat se trouve le nom de l'ultime adversaire.

### En double dames
| Année | Open d'Australie                                                                          | Open d'Australie                                                                    | Internationaux de France                                                               | Internationaux de France                                                                | Wimbledon                                                                            | Wimbledon                                                                           | US Open                                                                            | US Open |
| ----- | ----------------------------------------------------------------------------------------- | ----------------------------------------------------------------------------------- | -------------------------------------------------------------------------------------- | --------------------------------------------------------------------------------------- | ------------------------------------------------------------------------------------ | ----------------------------------------------------------------------------------- | ---------------------------------------------------------------------------------- | ------- |
| 2014  | —                                                                                         | —                                                                                   | —                                                                                      | —                                                                                       | —                                                                                    | —                                                                                   | 1er tour (1/32) T. Black \|\| style="text-align:left;" \| S. Cîrstea P. Parmentier |         |
|       |                                                                                           |                                                                                     |                                                                                        |                                                                                         |                                                                                      |                                                                                     |                                                                                    |         |
| 2018  | —                                                                                         | —                                                                                   | —                                                                                      | —                                                                                       | 1er tour (1/32) P. Hercog \|\| style="text-align:left;" \| A. Hlaváčková B. Strýcová | 1er tour (1/32) V. Lepchenko \|\| style="text-align:left;" \| C. Dolehide C. McHale |                                                                                    |         |
| 2019  | 1er tour (1/32) R. Peterson \|\| style="text-align:left;" \| Hsieh S-w. A. Spears         | —                                                                                   | —                                                                                      | 1er tour (1/32) T. Bacsinszky \|\| style="text-align:left;" \| A. Sasnovich L. Tsurenko | 1/8 de finale A. Guarachi \|\| style="text-align:left;" \| C. Dolehide V. King       |                                                                                     |                                                                                    |         |
| 2020  | 2e tour (1/16) R. Voráčová \|\| style="text-align:left;" \| L. Arruabarrena O. Jabeur     | 1er tour (1/32) R. Voráčová \|\| style="text-align:left;" \| S. Aoyama E. Shibahara | Annulé                                                                                 | Annulé                                                                                  | 1er tour (1/32) Ann Li \|\| style="text-align:left;" \| S. Aoyama E. Shibahara       |                                                                                     |                                                                                    |         |
| 2021  | 1/8 de finale R. van der Hoek \|\| style="text-align:left;" \| B. Krejčíková K. Siniaková | 1/2 finale M. Linette \|\| style="text-align:left;" \| B. Krejčíková K. Siniaková   | 1er tour (1/32) R. van der Hoek \|\| style="text-align:left;" \| P. Badosa S. Sorribes | 2e tour (1/16) M. Linette \|\| style="text-align:left;" \| M. Niculescu E.G. Ruse       |                                                                                      |                                                                                     |                                                                                    |         |
| 2022  | 1/8 de finale M. Linette \|\| style="text-align:left;" \| R. Peterson A. Potapova         | 1er tour (1/32) M. Linette \|\| style="text-align:left;" \| M. Kostyuk E.G. Ruse    | 1er tour (1/32) M. Linette \|\| style="text-align:left;" \| A. Cornet D. Parry         | 1/8 de finale D. Gálfi \|\| style="text-align:left;" \| C. McNally T. Townsend          |                                                                                      |                                                                                     |                                                                                    |         |
| 2023  | 1er tour (1/32) D. Gálfi \|\| style="text-align:left;" \| A. Danilina S. Mirza            | 1er tour (1/32) A. Bogdan \|\| style="text-align:left;" \| A. Muhammad G. Olmos     | 2e tour (1/16) M. Linette \|\| style="text-align:left;" \| N. Bains M. Lumsden         | 1/4 de finale M. Linette \|\| style="text-align:left;" \| J. Brady L. Stefani           |                                                                                      |                                                                                     |                                                                                    |         |
| 2024  | —                                                                                         | —                                                                                   | 2e tour (1/16) M. Linette \|\| style="text-align:left;" \| S. Errani J. Paolini        | —                                                                                       | —                                                                                    | —                                                                                   | —                                                                                  |         |
| 2025  | 2e tour (1/16) S. Santamaria \|\| style="text-align:left;" \| Guo H. A. Panova            | 1er tour (1/32) M. Linette \|\| style="text-align:left;" \| A. Danilina A. Krunić   | 2e tour (1/16) M. Linette \|\| style="text-align:left;" \| L. Kichenok E. Perez        | —                                                                                       | —                                                                                    |                                                                                     |                                                                                    |         |

N.B. : le nom de la partenaire se trouve sous le résultat ; les noms des ultimes adversaires se trouvent à droite.

### En double mixte
| Année | Open d'Australie                                                            | Open d'Australie                                                               | Internationaux de France | Internationaux de France | Wimbledon                                                                     | Wimbledon | US Open | US Open |
| ----- | --------------------------------------------------------------------------- | ------------------------------------------------------------------------------ | ------------------------ | ------------------------ | ----------------------------------------------------------------------------- | --------- | ------- | ------- |
| 2022  | 2e tour (1/8) W. Koolhof \|\| style="text-align:left;" \| Zhang S. J. Peers | 1er tour (1/16) M. Pavić \|\| style="text-align:left;" \| L. Kichenok R. Matos | —                        | —                        | 2e tour (1/8) J. Withrow \|\| style="text-align:left;" \| S. Hunter J. Peers  |           |         |         |
| 2023  | —                                                                           | —                                                                              | —                        | —                        | 2e tour (1/8) N. Mektić \|\| style="text-align:left;" \| L. Kichenok M. Pavić | —         | —       |         |

N.B. : le nom du partenaire se trouve sous le résultat ; les noms des ultimes adversaires se trouvent à droite.

## Parcours en «Premier» et WTA 1000
Les tournois WTA « Premier Mandatory » et « Premier 5 » (entre 2009 et 2020) et WTA 1000 (à partir de 2021) constituent les catégories d'épreuves les plus prestigieuses, après les quatre levées du Grand Chelem. 

De 2009 à 2023, les tournois Premier Mandatory (dits tournois WTA 1000 obligatoires entre 2021 et 2023) regroupent Indian Wells, Miami, Madrid et Pékin, les autres constituant les tournois Premier 5 (tournois WTA 1000 non-obligatoires). À partir de 2024, le nombre de tournois WTA 1000 passe à 10 par saison (fin de l’alternance Doha / Dubaï), ces derniers devenant tous obligatoires et offrant tous 1000 points à la vainqueure (contre 900 points précédemment pour les tournois Premier 5).

### En simple dames
| Année |       |                             |                              |                               |                                   |                                   |                               |                               |                              |                                |  |                             |
| Doha  | Dubaï | Indian Wells                | Miami                        | Madrid                        | Rome                              | Canada                            | Cincinnati                    | Pékin                         |                              | Wuhan                          |  |                             |
| Doha  | Dubaï | Indian Wells                | Miami                        | Madrid                        | Rome                              | Canada                            | Cincinnati                    | Pékin                         | Guadalajara                  |                                |  |                             |
| Doha  | Dubaï | Indian Wells                | Miami                        | Madrid                        | Rome                              | Canada                            | Cincinnati                    | Pékin                         |                              |                                |  |                             |
| 2018  |       | 1er tour (1/32) J. Konta    | WTA 500                      |                               |                                   | 3e tour (1/8) C. Suárez Navarro   |                               |                               |                              | 1er tour (1/32) M. Keys        |  | 1er tour (1/32) Wang X.     |
| 2019  |       | WTA 500                     |                              | 2e tour (1/32) Wang Q.        |                                   |                                   |                               |                               |                              | 1er tour (1/32) E. Alexandrova |  | 2e tour (1/16) K. Bertens   |
| 2020  |       | 2e tour (1/16) Ka. Plíšková | WTA 500                      | 3e tour (1/16) M. Doi         | Annulé                            | Annulé                            | 1er tour (1/32) S. Kuznetsova | Annulé                        | 2e tour (1/16) D. Yastremska | Annulé                         |  | Annulé                      |
| 2021  |       | WTA 500                     | 1er tour (1/32) A. Sevastova |                               | 1er tour (1/64) S. Sorribes Tormo | 2e tour (1/16) B. Bencic          | 2e tour (1/16) G. Muguruza    |                               | 2e tour (1/16) J. Teichmann  | Annulé                         |  | Annulé                      |
| 2022  |       |                             | WTA 500                      |                               |                                   |                                   |                               |                               |                              | Hors calendrier                |  | 1er tour (1/32) P. Kvitová  |
| 2023  |       | WTA 500                     | 1er tour (1/32) K. Muchová   | 3e tour (1/16) S. Cirstea     | 1er tour (1/64) E. Rodina         | 3e tour (1/16) I. Świątek         | 2e tour (1/32) L. Tsurenko    | 1er tour (1/32) Y. Putintseva | 1er tour (1/32) M. Trevisan  |                                |  |                             |
| 2024  |       | 1er tour (1/32) L. Nosková  | 1er tour (1/32) L. Fernandez | 2e tour (1/31) M. Vondroušová | 1er tour (1/64) D. Collins        | 1er tour (1/64) S. Sorribes Tormo | 2e tour (1/32) I. Świątek     | 1er tour (1/32) K. Boulter    |                              |                                |  | 2e tour (1/16) D. Kasatkina |
| 2025  |       |                             |                              | 1er tour (1/64) C. Garcia     | 2e tour (1/32) J. Pegula          | 2e tour (1/32) B. Haddad Maia     |                               | 1er tour (1/64) C. Osorio     | 1er tour (1/64) E. Lys       |                                |  |                             |

Sous le résultat, l’ultime adversaire.
1. 1 2   Les tournois de Doha et Dubaï alternent le statut de tournoi WTA 1000 (ex Premier 5) entre 2009 et 2023 : les trois premières éditions ont lieu à Dubaï, les trois suivantes à Doha, puis Dubaï accueille le tournoi de cette catégorie les années impaires et Dubaï les années paires. De 2011 à 2023, la ville qui n’accueille pas de WTA 1000 organise à la place un tournoi WTA 500 (ex Premier).
2. 1 2 3 4 5 6 7   L’ordre de déroulement des tournois a évolué depuis 2009 : Rome se dispute avant Madrid et Cincinnati avant Montréal/Toronto jusqu’en 2010, tandis que Tokyo (2009-2013)-Wuhan (2014-2019, 2024-)-Guadalajara (2022-2023) ont lieu avant Pékin jusqu’en 2023.
3. 1 2 3 4 5 6 7  Du fait de la pandémie de Covid-19, les tournois d’Indian Wells, de Miami, de Madrid, du Canada, de Wuhan et de Pékin sont annulés en 2020. Ces deux derniers le sont également en 2021. Pour des raisons d’organisation, le tournoi de Cincinnati 2020 a exceptionnellement lieu à Flushing Meadows à New York.
4. ↑  Le 1er décembre 2021, le président de la WTA, Steve Simon, annonce que tous les tournois prévus en Chine et à Hong Kong sont suspendus à partir de 2022, en raison de préoccupations concernant la sécurité et le bien-être de la joueuse de tennis chinoise Peng Shuai après ses allégations de relations sexuelles non-consenties avec Zhang Gaoli, membre de haut rang du Parti communiste chinois. Le tournoi de Pékin revient en 2023. Le tournoi de Guadalajara remplace celui de Wuhan pendant deux ans, ce dernier réapparaissant en 2024.

## Victoires sur le top 10
Toutes ses victoires sur des joueuses classées dans le top 10 de la WTA lors de la rencontre.
| Légende      |
| Grand Chelem |
| WTA 1000     |
| WTA 500      |
| WTA 250      |

| # | rang   | Tournoi          | Année | Surface      | Adversaire      | Rang  | Tour   | Score    | Tableau |
| - | ------ | ---------------- | ----- | ------------ | --------------- | ----- | ------ | -------- | ------- |
| 1 | no 123 | Open d'Australie | 2018  | Dur          | Johanna Konta   | no 10 | 1/32   | 6-4, 7-5 | Tableau |
| 2 | no 105 | Hambourg         | 2022  | Terre battue | Anett Kontaveit | no 2  | Finale | 6-2, 6-4 | Tableau |

## Classements en fin de saison
| Année          | 2011 | 2012 | 2013 | 2014 | 2015 | 2016 | 2017 | 2018 | 2019 | 2020 | 2021 | 2022 | 2023 |
| Rang en simple | 1031 | 646  | 361  | 348  | 255  | 316  | 127  | 68   | 66   | 61   | 93   | 44   | 68   |
| Rang en double | –    | –    | 635  | 378  | 252  | 295  | 399  | 923  | 277  | 147  | 51   | 97   | 72   |

Source : (en) Classements de Bernarda Pera sur le site officiel de la Fédération internationale de tennis